# Слађана Ристић
Слађана Ристић (Београд, 13. мај 1963) је српска фолк певачица из деведесетих година, најпознатија по турбо-фолк песми Мафијаш, за коју постоји и музички спот. Снимила је четири музичка албума од којих је један био заједнички албум са фудбалером Синишом Михајловићем. Њену песму И после свега ја волим њега, касније је прославила Зорица Брунцлик.

## Дискографија

### Албуми
- Делије у Токио кренуле (1991, ПГП РТБ) са Синишом Михајловићем
- И после свега ја волим њега/Немирно срце (1993, Југодиск)
- Слађана Ристић (1995, ЗАМ)
- Вино љубави (2002, Реноме)[2]

### Синглови
- И после свега је волим њега (1993)
- Цура са балкона (1994)
- Иди што пре (1994)
- Мафијаш (1995)